# Andy Kassier

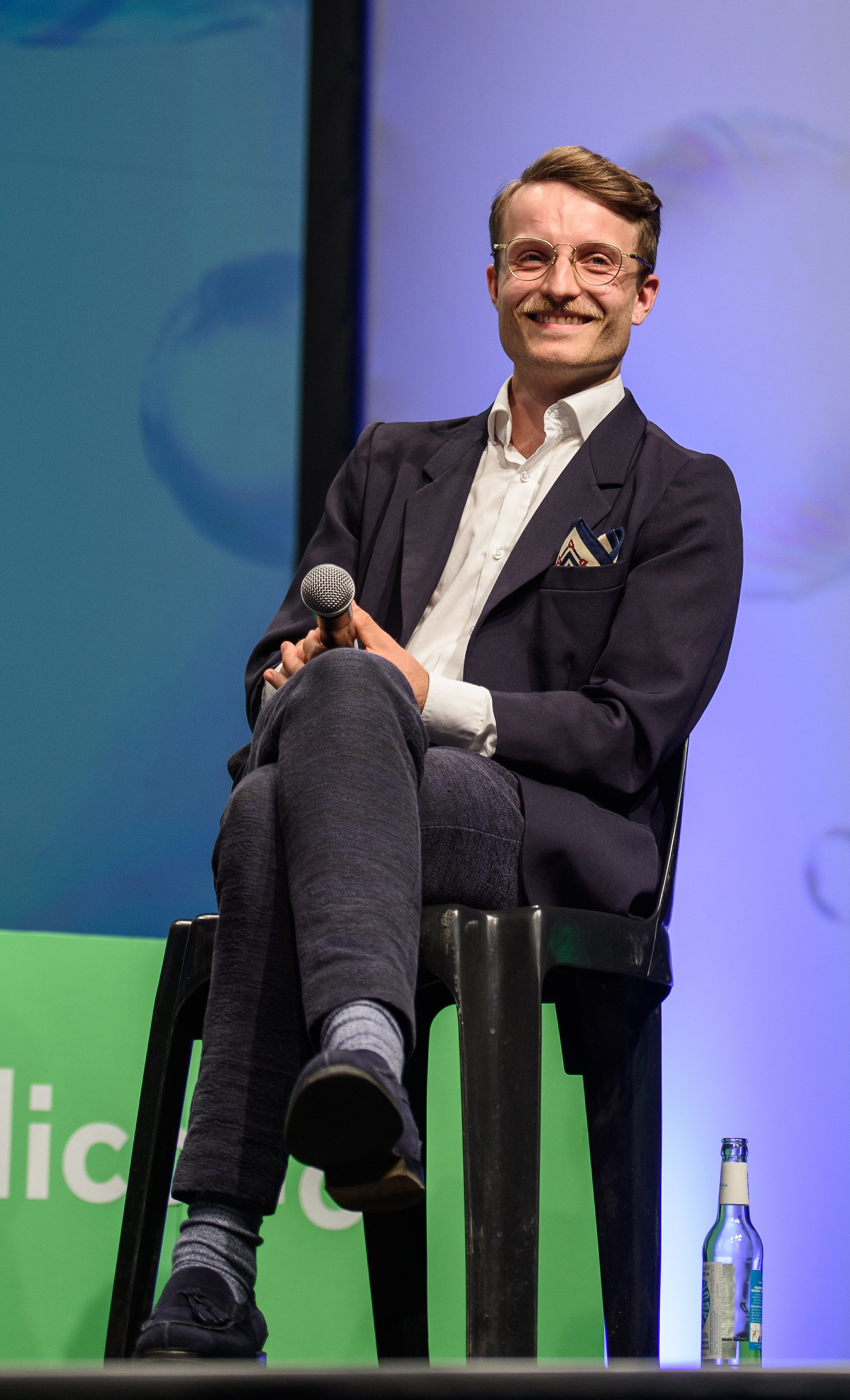
Andy Kassier (2018)

Andy Kassier (* 1989 in Berlin) ist ein deutscher Konzeptkünstler, Fotograf, der in Berlin lebt und arbeitet. Seine Arbeiten umfassen Installationen, Performances, Fotografien, Videos, Skulpturen und Malerei.

## Leben und Werk
Nach seinem Abitur 2010 am Gymnasium am Ostring in Bochum begann Kassier sein Studium 2012 bei Mischa Kuball und Johannes Wohnseifer an der Kunsthochschule für Medien Köln. 2018 schloss Kassier sein Studium mit Auszeichnung ab.
In seiner künstlerischen Praxis, die sich aus Fotografie, Skulptur, Installation, Video und Performance zusammensetzt, beleuchtet er sarkastisch und ironisch grell Konzepte von Erfolg, Reichtum und Selbstdarstellung im Internet, im Speziellen auf den Social-Media-Seiten. Die Vermarktungstricks und -strategien eignete sich Kassier als Assistent und Fotograf in der Werbebranche an. Bekannt wurde er durch seine andauernde Performance success is just a smile away, die er seit 2013 auf Instagram betreibt.
Live zu sehen waren Kassier und die New Yorker Künstlerin Signe Pierce mit der Performance on the internet, nobody knows you’re a performance artist 2018 im NRW-Forum Düsseldorf. Gemeinsam haben beide, dass sie die Grenze zwischen Kunst und Leben bewusst verwischen, wenn sie in den Sozialen Medien weibliche und männliche Stereotype und Rollenklischees durch Überzeichnung herausstellen und hinterfragen. Die ironische Infragestellung von Rollenklischees und der Darstellung von Männlichkeit, wird ebenso in seiner Werkreihe how to take a selfie aufgegriffen.
Zu hören war er neben Rafael Horzon, Anika Meier, Kristina Musholt und Kathrin Weßling zum Thema „Digitale Identität“ auf der re:publica 2018.
Seit 2019 widmet sich Kassier verstärkt der performativen Malerei, in seiner Serie palm down, sowie der Arbeit an Skulpturen. Die Konzepte von Erfolg, Reichtum und Selbstdarstellung im Internet, werden um Motive der Entschleunigung, Spiritualität und Burn-out erweitert.

## Ausstellungen
- 2015: Tropical Lab #9, Lasalle College of the Arts, Singapur[14]
- 2016: The Science of Happiness, Pop;68, Köln[15]
- 2016: {p:lux} licht teilen, Kunstmuseum Celle, Celle[16]
- 2017: Now on View, Roehrs & Boetsch, Zürich[17]
- 2017: From Selfie to Self-Expression, Saatchi Gallery, London[18]
- 2018: On the internet, nobody knows you’re a performance artist, NRW-Forum, Duesseldorf Photo, Düsseldorf[9]
- 2018: Sunny Side Up, Eigen + Art Lab, Instagram[19]
- 2020: TRAUTES HEIM, Kunstforum der TU Darmstadt, Darmstadt[20]
- 2021: NEVER NOT WORKING, ALWAYS LOVING, Galerie König, Berlin[21]

## Zitate
„Success is just a smile away.“

„Früher konnte man die Leute zählen, die Selbstporträts machen, heute kann man die Leute zählen, die keine Selfies machen.“

“The resulting images are funny, but beyond the visual gags they comprise a deeper critique of the capitalist system which perpetuates this view of masculinity, and the way these roles play out through selfies online.”

„Die Fotos, die er macht, sind witzig, aber hinter den scheinbaren Gags steckt eine tiefe Kritik am kapitalistischen System, das das in den Bildern ausgedrückte männliche Rollenverständnis, wie es auch über online gestellte Selfies verbreitet wird, aufrecht erhält.“

## Veröffentlichungen
- Beiträger in: Virtual Normality. Netzkünstlerinnen 2.0. Verlag für moderne Kunst, Wien 2018, ISBN 978-3-903228-56-6.
- Beiträger in: Salon No. 3. December 2016. Salon Verlag & Edition, Köln 2016, ISBN 978-3-89770-326-1.

## Auszeichnungen und Stipendien
- 2015 DAAD Scholarship, Universidad National, Bogotá, Kolumbien[23]
- 2015 St. Moritz Art Academy Scholarship, St. Moritz, Schweiz[23]
- 2015 Tropical Lab #9, Lasalle College of the Arts, Singapur[23]
- 2016 Gewinner Gaffel-Kölsch-Glas Edition for the 50th Art Cologne, Köln, Deutschland[24]
- 2017 Shortlist From Selfie to Self-Expression, Saatchi Gallery, London, Vereinigtes Königreich[23]